# Svensk mesterskab i ishockey 1930
Det svenske mesterskab i ishockey 1930 var det niende svenske mesterskab i ishockey for mandlige klubhold. Mesterskabet havde deltagelse af ni klubber og blev afviklet som en cupturnering i perioden 18. - 27. februar 1930.
Mesterskabet blev vundet af IK Göta, som dermed vandt mesterskabet for syvende gang i alt og fjerde sæson i træk. I SM-finalen på Stockholms stadion vandt holdet foran 2.000 tilskuere med 2-0 over AIK, som var i SM-finalen for første gang.

## Resultater

### Indledende runde
| Dato        | Kamp                             | Res. |
| ----------- | -------------------------------- | ---- |
| 18. februar | UoIF Matteuspojkarna - IK Hermes | 4–0  |

### Kvartfinaler
| Dato        | Kamp                                  | Res. |
| ----------- | ------------------------------------- | ---- |
| 24. februar | Södertälje SK - Nacka SK              | 2–0  |
| 24. februar | AIK - Karlbergs BK                    | 7–0  |
| 24. februar | IK Göta - Hammarby IF                 | 3–0  |
| 24. februar | Djurgårdens IF - UoIF Matteuspojkarna | 3–1  |

### Semifinaler
| Dato | Kamp                     | Res. |
| ---- | ------------------------ | ---- |
| ?    | Södertälje SK - AIK      | 2–3  |
| ?    | IK Göta - Djurgårdens IF | 3–1  |

### Finale
| Dato        | Kamp          | Res. |
| ----------- | ------------- | ---- |
| 27. februar | AIK - IK Göta | 0–2  |

## Mesterholdet
IK Göta's mesterhold bestod af følgende spillere:
- Lars-Åke Alvarsson (2. SM-titel)
- Alvar Axelsson (2. SM-titel)
- Georg Brandius-Johansson (5. SM-titel)
- Erik Burman (3. SM-titel)
- Gunnar Galin (4. SM-titel)
- Gustav Johansson (4. SM-titel)
- Einar Lundell (7. SM-titel)
- Curt Sucksdorff (3. SM-titel)
- Einar Svensson (7. SM-titel)
- Olle Waldenström (2. SM-titel)

Det var samme spillere som i den foregående sæson, bortset fra at Georg Brandius-Johansson var vendt tilbage efter et års pause.